# 西維鎮區 (明尼蘇達州艾特金縣)
西維鎮區（英語：Seavey Township）是位於美國明尼蘇達州艾特金縣的一個行政鎮區。

## 地方資料
西維鎮區的面積為93.90平方千米，當中陸地面積為93.90平方千米，而水域面積為0.00平方千米。根據2020年美國人口普查的數據，當地共有人口64人，而人口密度為每平方千米0.68人。